# Phoroncidia studo
Phoroncidia studo là một loài nhện trong họ Theridiidae.
Loài này thuộc chi Phoroncidia. Phoroncidia studo được Herbert Walter Levi miêu tả năm 1964.